# End game〜天才バラガンの推理ゲーム〜
『Endgame〜天才バラガンの推理ゲーム』(Endgame )はカナダのテレビ局ショウケースが製作したサスペンスドラマ。かつてのチェスの世界チャンピオンが持ち前の洞察力と記憶力をたよりに、事件を解決していく。このドラマは1回の放送で1つの事件を解決するが、サブプロットとしてバラガンの婚約者が殺害された事件と同時進行していく。

## キャスト
アルカディ・バラガン(ショーン・ドイル)
ロシア出身でチェスの前世界チャンピオン。階級はグランドマスター。チェスの世界大会で滞在していたバンクーバーのハクスリーホテル入り口付近で、婚約者のローズマリーを殺害されたことで広場恐怖症となってしまい、ハクスリーホテルから出られなくなってしまった。ホテル内で起こった宿泊客のトラブルをチェス選手ならではの洞察力と記憶力で解決に導いたことから、ホテル内部で起こったトラブルを解決していき、ホテル外部からも捜査依頼が来るようになる。ホテルから出られないために宿泊料を滞納しているだけでなく、ホテルの中を自分の家のようにくつろぐ彼を一部の従業員は快く思っていない。ホテル内で移動する時はバスローブか、服を着てても裸足でいることが多い。
いわゆる安楽椅子探偵で事件の調査をサムやダニー、ホテルの従業員に任せ、それを頼りにして推理していく。推理中は、人々の行動や会話に割り込んで会話したり、チェス盤の駒を人物に見立てて会話するというイメージで展開する。
かつて行なっていた民主化運動の援助の報復として、KGBがローズマリーを殺害したと推理したが実際のところは不明。
サム・ベシュト（テレンス・クームス）
チェスに没頭している心優しい学生。バラガンとの勝負を条件にバラガンの捜査を手伝ったことから、事実上のバラガンの助手となる。
ヒューゴ（パトリック・ギャラガー）
元刑事で現在はハクスリーホテルの警備主任。バラガンが宿泊料を払わないことからバラガンのことを快く思っておらず、しきりに宿泊料を取り立てたり顔を合わせる度に嫌みを言っている。バラガンとは基本的に対立しているもののバラガンの事件解決能力には一目置いており、支払う宿泊料を下げることを条件に事件解決のために協力する。元刑事ということで自分なりの推理を披露するが、どれも的外れなものでほとんどをバラガンに一蹴されている。
ダニー（キャサリン・イザベル）
ハクスリーホテルのバーテンダー。バラガンに対しては好意的で、よく事件解決のための情報を提供する。話が進むに連れてサムと同様に事実上のバラガンの助手となる。
ピッパ（メラニー・パパリア）
バラガンの婚約者であったローズマリー（故人）の妹。姉のローズマリーを殺害した犯人を追っている。ブロガーであり、ドキュメンタリーやビデオログを製作している。
アルシナ（カルメン・アギーレ）
ハクスリーホテルの清掃員。当初はバラガンのことを快く思っていなかったが、少しずつバラガンに協力的になる。清掃員という視点から、宿泊客の行動についてバラガンにアドバイスすることが多い。労働環境に不満があるらしく、超過勤務から逃れるためにサムとフィールドワークを行なったり、ストライキも行なっている。
バーバラ・スティルウェル（ヴェーナ・スード）
ハクスリーホテルの支配人。毎回登場しているが、バラガンの捜査には関わらない。